# Bitwa pod Turnham Green
Bitwa pod Turnham Green – starcie zbrojne, które miało miejsce 13 listopada 1642 podczas angielskiej wojny domowej (1642–1651).
Po bitwie pod Edgehill (23 października 1642) król Karol I Stuart zdobył Banbury (27 października) i został powitany przez radosne tłumy, gdy 29 października przybył do Oksfordu. Rupert ruszył w dół doliny Tamizy zdobywając Abingdon, Aylesbury i Maidenhead, następnie spróbował zdobyć Windsor, jednak wobec dużego i dobrze zaopatrzonego garnizonu wojsk Parlamentu próba ta nie udała się. Po tych wydarzeniach wielu oficerów chciało, by zaczęły się negocjacje pokojowe, w przeciwieństwie do pragnień Ruperta, który wolałby jak najszybciej ruszyć na Londyn. Jednak król Karol I Stuart zgadzał się z tymi oficerami i tak oto wódz wojsk Parlamentu Essex zdołał dotrzeć do Londynu ze swą armią 8 listopada, gdzie powiększył swe siły o świeżo zaciągniete oddziały. Następnie ruszył na Rojalistów. Karol odpowiedział na to zdobyciem Brentford dnia 12 listopada.
Obie armie spotkały się 13 listopada koło Turnham Green. Armia Rojalistów liczyła 7 000 – 12 000 żołnierzy i miała stosunkowo mały zapas amunicji, natomiast armia Parlamentu liczyła 24 000 żołnierzy. 
Doszło do wymiany ognia artyleryjskiego i utarczek straży przednich. Król Karol I, zaskoczony ogromem armii Parlamentu, wbrew radom księcia Ruperta postanowił wycofać się w kierunku Oksfordu, gdzie armia Karola rozłożyła się na leże zimowe. W ten sposób wojska Parlamentu odniosły świetne zwycięstwo w bitwie bez bitwy. Udało się to dzięki ogromnej liczbie zaciągniętych w Londynie ludzi (armia została dzięki temu liczebnie podwojona), i to takich, którzy nigdy przedtem nie widzieli bitwy (potocznie mówiąc - nie wiedzieli, którą stroną muszkietu się strzela). Gdyby doszło do walki, nie wiadomo, jak zachowałyby się te jakże silne liczebnie jednostki. Można przypuszczać, że skończyłoby się na masowej, panicznej ucieczce, która dodatkowo zmieszałaby wojska zawodowe. Dzięki zastosowanemu, choć bardzo ryzykownemu, fortelowi, Essex zwyciężył i dał Parlamentowi czas na utworzenie i wyszkolenie nowych (prawdziwych już) oddziałów wojskowych.
Karol znów nie poszedł za radą księcia Ruperta, i znów popełnił błąd, tak jak po bitwie pod Edgehill, kiedy nie ruszył od razu na Londyn, jak radził Rupert.